# Jørgen Leth - fem undersøgelser
Jørgen Leth - fem undersøgelser er en serie af fem danske eksperimentalfilm fra 2014, der er instrueret af Simon Staho.

## Handling
Instruktør Simon Staho er gået på opdagelse i Jørgen Leths samlede værk - billede for billede, linje for linje - og har fundet en anden side af levemanden og æstetikeren: vreden, den forladte elskers smerte, angsten og sammenbruddet. Alle ord og billeder er skabt af Jørgen Leth, der også lægger stemme til, men de er sat sammen på en anderledes måde. Det er en kunstners blik på en anden kunstner.

## Afsnit
| #                                                             | Titel                              | Varighed | Første sendedag |
| ------------------------------------------------------------- | ---------------------------------- | -------- | --------------- |
|                                                               | "Andy Warhol Eats a Burger"        | 112 min. | 2014            |
| Scenen er hentet fra Jørgen Leths film 66 scener fra Amerika. |                                    |          |                 |
|                                                               | "Den hvide mand"                   | 7 min.   | 2014            |
|                                                               | "Sort sne"                         | 9 min.   | 2014            |
|                                                               | "I Destroy You with My Machine"    | 14 min.  | 2014            |
|                                                               | "Der er ikke andet end det der er" | 7 min.   | 2014            |